# نرنگ، کوئینزلند
نرنگ (به انگلیسی: Nerang) یک حومه شهر و شهرک در استرالیا است که در کوئینزلند واقع شده‌است.